# 그랑플라스

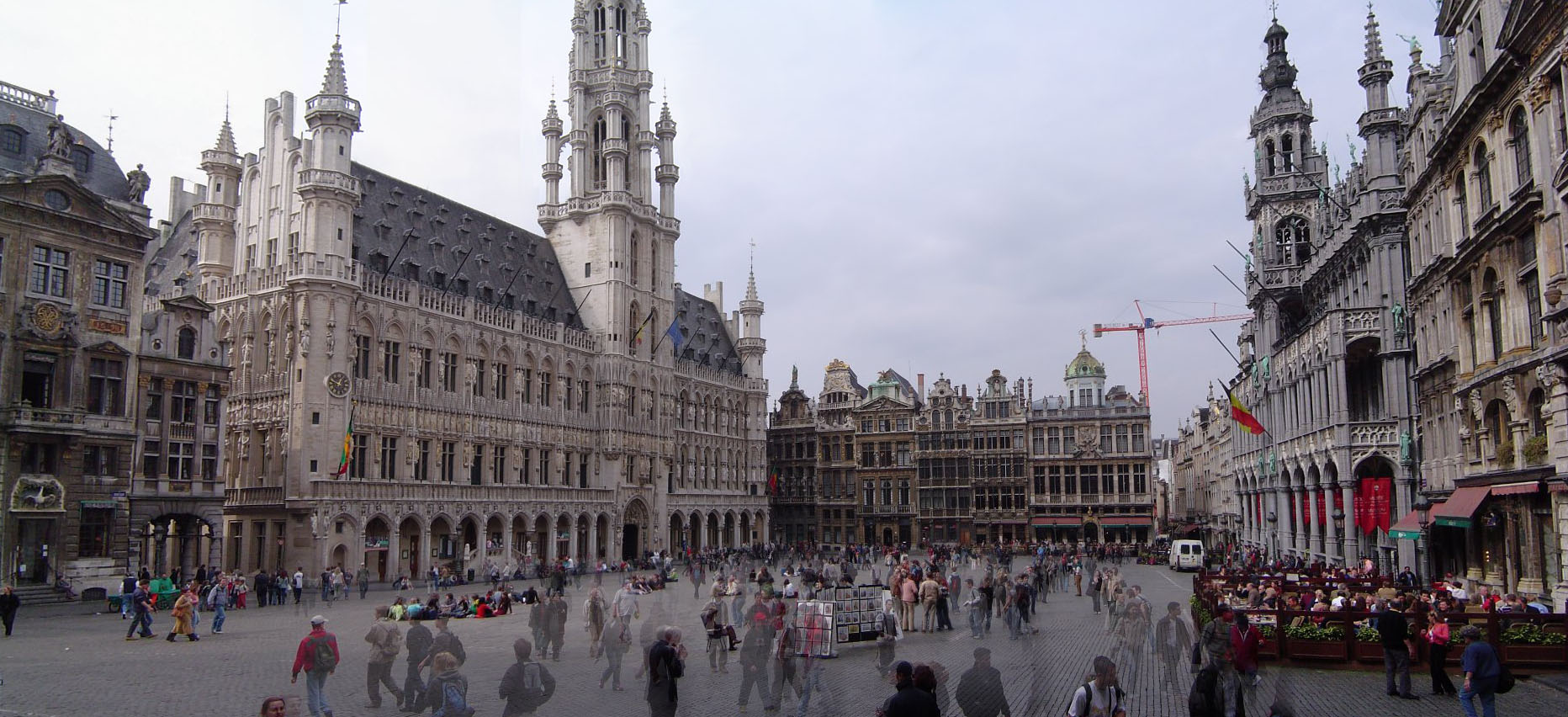
그랑플라스

그랑플라스(프랑스어: Grand-Place) 또는 흐로터 마르크트(네덜란드어: Grote Markt)는 벨기에 브뤼셀의 중심부에 위치한 광장이다. 1998년에 유네스코 세계유산에 등록되었다.